# 이상엽
이상엽(李相燁, 1983년 5월 8일 ~ )은 대한민국의 배우이다.

## 경력
2007년 KBS 드라마 《행복한 여자》로 데뷔해 《코끼리》(2008), 《대왕 세종》(2008) 등의 작품에 출연했다. 2009년부터 2011년까지의 군복무를 마친 후 2011년 《마이더스》, 《미스 리플리》, 《청담동 살아요》 등에 출연하며 복귀했고, 《세상 어디에도 없는 착한남자》(2012), 《장옥정, 사랑에 살다》(2013)에 출연해 많은 주목을 받았다. 또한 첫 주연작인 사랑해서 남주나로 MBC 연기대상에서 신인상을 받았다. 그러고 난 후 4년 후 《당신이 잠든 사이에》로 악역 변호사 이유범을 훌륭히 소화하여 SBS 연기대상에서 우수상을 수상했다.
주로 착하고 반듯한 이미지의 배역을 많이 맡았으나, 《시그널》 이후부터는 소화 가능한 배역의 범위는 엄청나게 넓어졌다.
당장 《시그널》의 연쇄 살인마, 《당신이 잠든 사이에》의 악랄한 변호사를 보다가 《이번 주 아내가 바람을 핍니다》나 《청담동 살아요》의 개그 캐릭터를 보면 외모가 외모인지라 신사적이거나 멋진 역할이 잘 어울리지만, 개그 캐릭터나 악마적인 역할을 잘 소화해 냈다. 특히, 당신이 잠든 사이에의 이유범은 시청자들로부터 '유범유죄상엽무죄'라는 별명도 얻을 정도로 반응이 좋았다.
또한 런닝맨에 출연하여 멤버들과의 엄청난 케미를 보여주고 배신으로 유명한 런닝맨 멤버들을 속이는 모습을 보여주는 등 큰 활약을 해 '예능 천재이다', '런닝맨 고정 각이다'라는 등의 평가를 받았다.
2019년에는 채널 A 드라마 《평일 오후 세시의 연인》에서 윤정우 역을 맡아 연기했다. 박하선 배우와 "서서히 깊숙이 스며들다." 란 대사처럼 멜로연기의 정수를 보여주며, 뛰어난 눈빛연기를 보여주었다. 그간 개그 캐릭터나 뛰어난 악역 연기를 보여주었으나, 이 드라마 이후 멜로로 장르를 넓히며 다양한 스펙트럼을 가진 배우로 조명되고 있다.

## 학력
- 광명북고등학교 졸업
- 한양대학교 연극영화학 학사
- 서울종합예술실용학교 연기예술학 전문학사

## 연기 활동

### 드라마
- 2007년 KBS2 주말연속극 《행복한 여자》 ... 김요한 역
- 2008년 MBC 일일시트콤 《코끼리》 ... 주상엽 역
- 2008년 KBS2 대하드라마 《대왕 세종》 ... 문종 이향 역
- 2011년 SBS 월화 미니시리즈 《마이더스》 ... 한장석 역
- 2011년 MBC 월화 미니시리즈 《미스 리플리》 ... 하철진 역
- 2011년 JTBC 일일시트콤 《청담동 살아요》 ... 이상엽 역
- 2012년 TX TV 일본 금요드라마 《사랑하는 메종》 ... 한세오 역
- 2012년 KBS2 수목 미니시리즈 《세상 어디에도 없는 착한남자》 ... 박준하 역
- 2013년 SBS 월화 미니시리즈 《장옥정, 사랑에 살다》 ... 동평군 이항 역
- 2013년 MBC 추석특집 2부작 단막극 《세상에서 가장 위대한 일》 ... 존 해리스 역
- 2013년 ~ 2014년 MBC 주말연속극 《사랑해서 남주나》 ... 정재민 역
- 2015년 KBS2 주말연속극 《파랑새의 집》 ... 장현도 역
- 2016년 tvN 금토 미니시리즈 《시그널》 … 김진우 역 (특별출연)
- 2016년 KBS2 수목 미니시리즈 《마스터 - 국수의 신》 ... 박태하 역
- 2016년 SBS 월화 미니시리즈 《닥터스》 ... 김우진 역 (특별출연)
- 2016년 KBS2 드라마 스페셜 《즐거운 나의 집》 ... 강성민 역
- 2016년 JTBC 금토 미니시리즈 《이번 주 아내가 바람을 핍니다》 ... 안준영 역
- 2017년 KBS2 드라마 스페셜 《당신은 생각보다 가까이에 있다》 ... 최우진 역
- 2017년 SBS 드라마 스페셜 《당신이 잠든 사이에》 ... 이유범 역
- 2017년 중국드라마 《변신 꽃미남》 ... 고흥 역
- 2018년 SBS 6부작 미니시리즈 《사의 찬미》 ... 김홍기 역
- 2018년 tvN 금요 미니시리즈 《톱스타 유백이》 ... 최마돌 역
- 2019년 채널 A 금토 미니시리즈 《평일 오후 세시의 연인》 ... 윤정우 역
- 2020년 KBS2 주말연속극 《한 번 다녀왔습니다》 ... 윤규진 역
- 2020년 SBS 월화 미니시리즈 《굿캐스팅》 ... 윤석호 역
- 2020년 KBS2 드라마 스페셜 《연애의 흔적》 ... 정지섭 역
- 2021년 MBC 수목 미니시리즈 《미치지 않고서야》 ... 한세권 역
- 2022년 tvN 수목 미니시리즈 《이브》 ... 서은평 역
- 2023년 KBS2 월화 미니시리즈 《순정복서》 ... 김태영 역
- 2025년 JTBC 토일 미니시리즈 《에스콰이어 : 변호사를 꿈꾸는 변호사들》 … 정원준 역 (특별출연)

### 영화
| 연도 | 제목                 | 역할          | 비고           |
| ---- | -------------------- | ------------- | -------------- |
| 2008 | 《6년째 연애중》     | 윤석          |                |
| 2011 | 《티끌모아 로맨스》  | 양관우        |                |
| 2013 | 《호두까기 인형 3D》 | 호두까기 인형 | 한국어 더빙    |
| 2013 | 《감기》             | 병우          |                |
| 2014 | 《전임공략》         | 박은호        | 중국영화       |
| 2018 | 《동네사람들》       | 김지성        | 작중 메인 악역 |
| 2020 | 《내가 죽던 날》     | 형준          |                |

## 예능
| 연도 | 방송사          | 제목                              | 역할              | 날짜                      | 비고        |
| ---- | --------------- | --------------------------------- | ----------------- | ------------------------- | ----------- |
| 2008 | MBC             | 《환상의 짝꿍》                   | 1일 MC            | 03. 16.                   |             |
| 2008 | MBC             | 《브레인배틀》                    | 게스트            | 03. 30.                   | 1회         |
| 2008 | MBC             | 《무한도전》 - 대체에너지 특집2부 | 게스트            | 07. 19.                   | 114회       |
| 2012 | SBS             | 《강심장》                        | 게스트            | 12. 04.                   | 157회       |
| 2012 | 온스타일        | 《겟잇뷰티》                      | 특별 출연         | 12. 12.                   |             |
| 2015 | KBS2            | 《대국민 토크쇼 안녕하세요》      | 게스트            | 02. 16.                   |             |
| 2015 | SBS             | 《정글의 법칙 - in 사모아》       | 출연              | 15. 11. 06. ~ 16. 01. 01. | 186 ~ 194회 |
| 2016 | SBS             | 《정글의 법칙 - in 사모아》       | 출연              | 15. 11. 06. ~ 16. 01. 01. | 186 ~ 194회 |
| MBC  | 《진짜 사나이》 | 내레이션 참여                     | 02. 28. ~ 04. 10. | 148 ~ 154회               |             |
| 2017 | SBS             | 《런닝맨》                        | 게스트            | 12. 17.                   | 381회       |
| 2018 | JTBC            | 《아는 형님》                     | 게스트            | 01. 20.                   | 111회       |
| 2018 | JTBC            | 《한끼줍쇼》                      | 게스트            | 11. 07.                   | 104회       |
| 2018 | SBS             | 《런닝맨》                        | 게스트            | 01. 14.                   | 385회       |
| 2018 | SBS             | 《런닝맨》                        | 게스트            | 03. 04. ~ 04. 15.         | 390 ~ 396회 |
| 2018 | SBS             | 《런닝맨》                        | 게스트            | 05. 06. ~ 05. 13.         | 399 ~ 400회 |
| 2018 | SBS             | 《런닝맨》                        | 게스트            | 06. 17. ~ 07. 08.         | 405 ~ 408회 |
| 2018 | SBS             | 《무확행》                        | 출연              | 09. 13. ~ 10. 25          |             |
| 2019 | tvN             | 《호구들의 감빵생활》             | 고정 출연         | 03. 16. ~ 09. 07.         | 26회        |
| 2020 | tvN             | 《식스센스》                      | 게스트            | 9.3                       | 1회         |
| 2020 | tvN             | 《세얼간이》                      | 고정 출연         | 10.23 ~ 11.13             |             |
| 2020 | KBS2            | 《슈퍼맨이 돌아왔다》             | 게스트            | 11월 15일                 |             |
| 2021 | MBN             | 《전국방방쿡쿡》                  | 고정 출연         | 04.10~06.26               |             |
| 2021 | tvN             | 《식스센스》2                     | 고정 출연         | 07.02~09.24               |             |
| 2023 | KBS2            | 《옥탑방의 문제아들》             | 게스트            | 08.16.                    | 240회       |
| 2023 | KBS2            | 《홍김동전》                      | 게스트            | 08.17.                    | 49회        |
| 2023 | MBC             | 《전지적 참견 시점》              | 게스트            | 08.19.                    | 260회       |
| 2023 | KBS2            | 《신상출시 편스토랑》             | 고정 출연         | 11.10. ~ 24.01.26.        | 200회-209회 |
| 2023 | 유튜브          | 《[[핑계고]》                     | 게스트            |                           |             |
| 2024 | ENA, 채널S      | 《아이엠그라운드》                | 고정 출연         | 01.23.~02.13              |             |
| 2024 | TV CHOSUN       | 《식객 허영만의 백반기행》        | 게스트            | 06.16                     | 252회       |
| 2024 | tvN             | 《밥이나 한잔해》                 | 게스트            | 07.11                     | 8회         |

## 수상 및 후보
| 연도 | 시상식                         | 부문                             | 작품                                 | 결과 |
| ---- | ------------------------------ | -------------------------------- | ------------------------------------ | ---- |
| 2012 | KBS 연기대상                   | 남자 조연상                      | 세상 어디에도 없는 착한남자          | 후보 |
| 2013 | 제2회 에이판 스타 어워즈       | 남자 신인연기상                  | 장옥정, 사랑에 살다                  | 후보 |
| 2013 | MBC 연기대상                   | 남자 신인연기상                  | 사랑해서 남주나                      | 수상 |
| 2015 | KBS 연기대상                   | 베스트 커플상 (with 채수빈)      | 파랑새의 집                          | 후보 |
| 2017 | SBS 연기대상                   | 수목드라마부문 남자 우수연기상   | 당신이 잠든 사이에                   | 수상 |
| 2017 | SBS 연기대상                   | 베스트 캐릭터상                  | 당신이 잠든 사이에                   | 후보 |
| 2019 | 제27회 대한민국 문화연예대상   | 드라마부문 남자 최우수연기상     | 평일 오후 세시의 연인                | 수상 |
| 2019 | 제8회 대한민국 베스트 스타상   | 베스트 드라마 스타상             | 톱스타 유백이, 평일 오후 세시의 연인 | 수상 |
| 2020 | KBS 연기대상                   | 장편드라마부문 남자 우수연기상   | 한 번 다녀왔습니다                   | 수상 |
| 2020 | KBS 연기대상                   | 베스트 커플상 (with 이민정)      | 한 번 다녀왔습니다                   | 수상 |
| 2020 | KBS 연기대상                   | 남자 인기상                      | 한 번 다녀왔습니다                   | 수상 |
| 2020 | KBS 연기대상                   | 남자 네티즌상                    | 한 번 다녀왔습니다                   | 후보 |
| 2020 | KBS 연기대상                   | 남자 연작단막극상                | KBS 드라마 스페셜 - 연애의 흔적      | 후보 |
| 2020 | SBS 연기대상                   | 장르·액션 부문 남자 최우수연기상 | 굿캐스팅                             | 후보 |
| 2021 | 제7회 아시아태평양 스타 어워즈 | 장편드라마부문 남자 최우수연기상 | 한 번 다녀왔습니다                   | 수상 |
| 2021 | MBC 연기대상                   | 미니시리즈부문 남자 우수연기상   | 미치지 않고서야                      | 수상 |
| 2023 | KBS 연예대상                   | 리얼리티부문 신인상              | 신상출시 편스토랑                    | 후보 |
| 2023 | KBS 연기대상                   | 남자 인기상                      | 순정복서                             | 수상 |
| 2023 | KBS 연기대상                   | 미니시리즈부문 남자 우수연기상   | 순정복서                             | 후보 |